# Карен Ален
Карен Ален (енгл. Karen Allen) је америчка глумица, рођена 5. октобра 1951. године у Каролтону (Илиноис).